# Ryu Hye-young
Ryu Hye-young (tiếng Hàn: 류혜영; sinh ngày 28 tháng 3 năm 1991) là nữ diễn viên và người mẫu Hàn Quốc. Cô được biết đến với vai diễn trong bộ phim truyền hình ăn khách Hồi đáp 1988 (2015 –16) và Trường luật (2021).

## Tiểu sử

### Giáo dục
- Trường Trung học Seondeok (선덕중학교) – Tốt nghiệp
- Trường Trung học Nghệ thuật Kaywon (계원예술고등학교), khoa Sân khấu và Điện ảnh – Tốt nghiệp
- Đại học Konkuk (건국대학교), khoa Điện ảnh – Tốt nghiệp

## Danh sách phim

### Phim
| Năm  | Nhan đề                       | Vai diễn     | Ghi chú   | Ng. |
| ---- | ----------------------------- | ------------ | --------- | --- |
| 2015 | Fatal Intuition               | Eun-ji       | Vai phụ   |     |
| 2016 | Tình yêu giả dối (Love, Lies) | Kim Ok-hyang | Vai phụ   |     |
| 2017 | The Mayor                     | Im Min-seon  | Vai chính |     |

### Phim truyền hình
| Năm     | Nhan đề             | Kênh   | Vai diễn                         | Ghi chú   | Ng.         |
| ------- | ------------------- | ------ | -------------------------------- | --------- | ----------- |
| 2015    | Spy                 | KBS2   | Noh Eun-ah                       | Vai phụ   |             |
| 2015    | Heart To Heart      | tvN    | Lee Eun-ho/Lee Jin-ho            | Vai phụ   |             |
| 2015–16 | Hồi đáp 1988        | tvN    | Sung Bo-ra                       | Vai chính |             |
| 2018–19 | Dear My Room        | O'live | Shim Eun-joo                     | Vai chính | [ 8 ] [ 9 ] |
| 2021    | Trường luật         | JTBC   | Kang Sol A/Kang Dan (Erica Shin) | Vai chính |             |
| TBA     | When the Day Breaks | JTBC   | Cho Min-ji                       | Vai phụ   |             |

## Giải thưởng và đề cử
| Năm  | Lễ trao giải                                                           | Hạng mục                                     | (Những) Người/Tác phẩm được đề cử   | Kết quả   | Ng. |
| ---- | ---------------------------------------------------------------------- | -------------------------------------------- | ----------------------------------- | --------- | --- |
| 2016 | InStyle Star Icon                                                      | Next Generation Female Actress               | Fatal Intuition và Tình yêu giả dối | Đoạt giải |     |
| 2016 | 10th Korean Cable TV Awards                                            | Rising Star Award                            | Hồi đáp 1988                        | Đoạt giải |     |
| 2016 | 21st Chunsa Film Art Awards                                            | Special Popularity Award                     | Ryu Hye-young                       | Đoạt giải |     |
| 2016 | Giải thưởng nghệ thuật Baeksang lần thứ 52 (52nd Baeksang Arts Awards) | Nữ diễn viên mới xuất sắc nhất (Truyền hình) | Hồi đáp 1988                        | Đề cử     |     |
| 2016 | 1st tvN10 Awards                                                       | Scene-Stealer Award, Actress                 | Hồi đáp 1988                        | Đề cử     |     |